# Jorge Chaminé
Jorge Chaminé, né à Porto le 30 avril 1956, est un chanteur d'opéra portugais.

## Biographie
Fils de mère espagnole et père portugais, parisien d’adoption, Jorge Chaminé est baryton. Sa première intervention musicale à lieu à l'âge de quatre ans dans une chorale d'enfants, son premier concert de piano à cinq ans. A douze ans il fait ses débuts sur scène comme soprano dans un opéra portugais contemporain pour enfants et participe à des concerts de musique de chambre comme violoncelliste. A quinze ans, Jorge Chaminé obtient le Prix national de la jeunesse comme acteur ; à dix-sept ans il joue dans un groupe de jazz comme violoncelliste et participe comme baryton au Grupo de Música Vocal Contemporânea ; déclame de la poésie en récital ; prend des cours de direction avec Fernando Lopes-Graça et Pierre Dervaux ; poursuit ses études de Droit à l’université de Coimbra ; obtient le prix Gulbenkian et une bourse d’études pour travailler à Paris et à Madrid avec Lola Rodríguez Aragón (il fut son dernier disciple et un de ses préférés ) et avec Hans Hotter à Munich (répertoire allemand). Plus tard, il se perfectionne avec Daniel Ferro (Juilliard School) et Teresa Berganza.

### Baryton d'opéra
Baryton d’opéra, il est soliste avec des formations telles que le Boston Symphony Orchestra, London Symphony Orchestra, Orchestre philharmonique tchèque, Orchestre symphonique de Berlin, Orchestre philharmonique Georges-Enesco de Bucarest, RIAS, Gulbenkian, Orchestre symphonique de Madrid, Orquestra Nacional do Porto, Ensemble intercontemporain, sous la direction de chefs tels Seiji Ozawa (avec qui il fit ses débuts au Carnegie Hall de New York), Yehudi Menuhin (lauréat de sa Fondation en 1988, il sera soliste sous sa direction dans plus de 20 concerts, notamment pour la 9e symphonie de Beethoven, Requiems de Fauré, Mozart, Brahms, etc.), Claudio Scimone, Giuseppe Sinopoli, Michel Corboz, Rafael Frühbeck de Burgos, Plácido Domingo, Manuel Ivo Cruz, Josep Pons, Ros Marbà, Mark Foster, Arturo Tamayo, Nicolas Kraemer, Alvaro Cassuto, José Collado, Jonathan Darlington, etc. Partenaire de chanteurs comme Mirella Freni (Boston et New York), Montserrat Caballé (Opéra Bastille) et surtout Teresa Berganza dans l’historique Carmen de l’EXPO de Séville ; concert d’airs et duos de Mozart et Rossini au São Carlo de Lisbonne ; dans l’opéra Rinaldo  pour l’ouverture de l’Année sainte à Saint-Jacques-de-Compostelle ; programmes de télévision pour France 2, France 3, Arte, Radiotelevisión Española, ZDF, RTP1, NBC News, etc.
Il chante dans les plus prestigieuses salles de concert (Carnegie Hall, Teatro Real, Concertgebouw, Gulbenkian, Théâtre des Champs-Élysées, Salle Pleyel, Accademia Filarmonica Romana, etc.) et les plus importants festivals internationaux.
Outre son répertoire classique, il a célébré le tango aux côtés de Olivier Manoury et s’intéresse aussi au fado, aux mélodies de Jobim-Moraes ou Cole Porter. Il est le créateur et dédicataire d’œuvres de Bussotti, Jacques Lenot, Alexandros Markeas, Jean Schwarz, Arnaud Petit, Roman Vlad et Xenakis. Il a aussi donné des premières auditions d’œuvres de Luis de Pablo, György Kurtag, Maurice Ohana.

### Enseignant et pédagogue
Lauréat de plusieurs prix et distinctions internationales Jorge Chaminé obtint la Médaille des Droits de l’Homme de l’Unesco pour son action en faveur de l’enfance abandonnée dans le monde. Pédagogue confirmé, il donne habituellement des master classes en Europe, Canada, Brésil et aux États-Unis. Pendant plusieurs années, il a pu proposer avec sa femme Marie-Françoise Bucquet un Atelier Musical mensuel, au Collège d'Espagne de la Cité internationale universitaire de Paris. 300 musiciens de 48 nationalités y participent. Il est actuellement Tutor et Guest Teacher du programme international de l' université Stanford.
Plusieurs de ses disques ont été primés : Johannes Brahms Lieder (Lyrinx) ; Carlos Guastavino Canciones (Lyrinx) ; Tangos (Silex) ; Canta Vinicius (SC-Exodos).[réf. nécessaire]

### Directions artistiques et création de festivals
Jorge Chaminé est le président et directeur artistique du Festival CIMA (Toscane). Il est aussi le vice-président de l'Association Georges Bizet. Il contribue de façon décisive à la réouverture de la Villa de Pauline Garcia-Viardot à Bougival où il organise fréquemment des concerts et des master classes jusqu'en 2014. Il est aussi le créateur et directeur artistique du Festival Ibériades ainsi que le directeur artistique du Festival de Bougival.
Il vient d'être nommé Ambassadeur de Bonne Volonté de l'organisation Music in ME (Music in Middle East), lors d'un concert à l'UNESCO à Paris. Le célèbre écrivain et mélomane averti Jean Lacouture écrivit dans Le Nouvel Observateur : « Chaminé a réalisé ce soir-là une des plus extraordinaires performances dont le vieil amateur de musique que je suis ait été témoin en beaucoup plus d'un demi-siècle. » Ces deux concerts pour les 60 ans de la création de l'UNESCO furent, aussi, dédiés à la mémoire de Aristides de Sousa Mendes.

### Musicien pour la paix et fondation du Centre européen de musique
Musicien pour la Paix, nommé à Madrid le 17 novembre 2011 par Federico Mayor Zaragoza, Jorge Chaminé, grâce au soutien de diverses organisations et notamment de l'Union européenne, participe activement au projet Music4Rom. Ce projet a pour but de reconnaître l'apport fondamental de la musique Rom à la musique classique,. Il est membre du Conseil d'Administration de la Fondation Internationale Yehudi Menuhin. Président du "Word and Sound Institute", Jorge Chaminé est le créateur et président du Centre Européen de Musique de Bougival, projet culturel, artistique, pédagogique, littéraire et scientifique pour faire revivre le Triangle d'Or qui sont : la Villa Viardot, la Datcha de Tourgueniev et la Maison de Georges Bizet.Après avoir lancé une campagne de financement participatif pour sauver la Maison de Georges Bizet le Centre européen de musique obtint gain de cause avec le soutien du Département des Yvelines et sauve, également, la Villa Viardot à l'abandon depuis 2014, grâce notamment au Loto du Patrimoine.
En 2021, dans le cadre de la célébration du bicentenaire de la naissance de Pauline Viardot, Jorge Chaminé, se rend dans plusieurs établissements scolaires parisiens. Il y rencontre, dans le cadre de ses fonctions de président du Centre européen de musique, des élèves qu'il sensibilise à l'histoire de la musique et à la figure de Pauline Viardot. Comme président du Centre européen, Jorge Chaminé contribue à l'organisation de plusieurs événements européens (concerts, masterclasses et colloques) en mémoire de Pauline Viardot . Lors de l'invasion de l'Ukraine par la Russie en février 2022, il est à l'initiative d'une chaîne de solidarité à destination des musiciens ukrainiens .

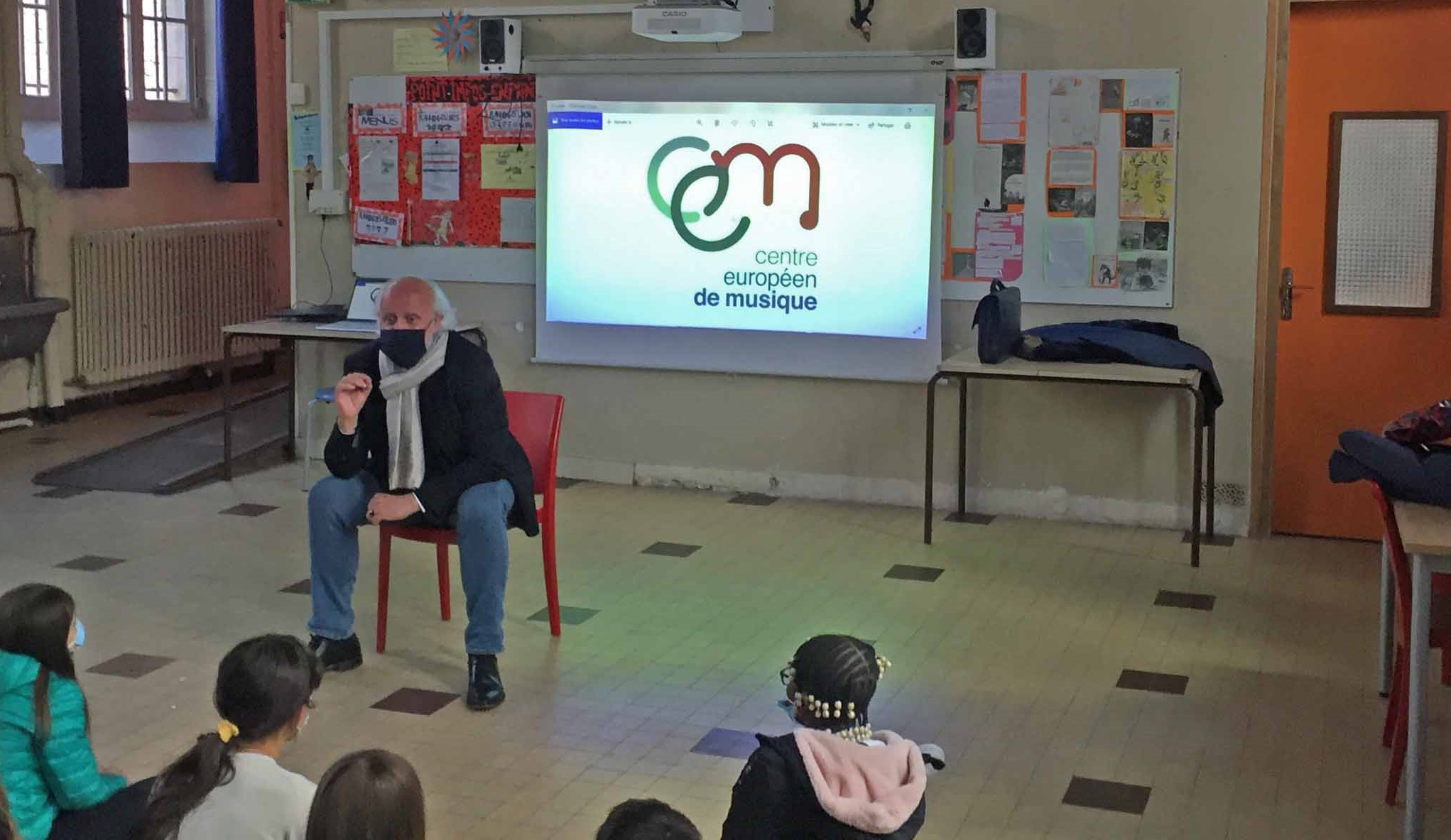
Pour la célébration du bicentenaire de la naissance de Pauline Viardot, le Centre Européen de Musique (CEM) a développé un partenariat avec le rectorat de Paris. Jorge Chaminé, président-fondateur du CEM, se rend ainsi dans les classes de plusieurs écoles, collèges et lycées parisiens.

## Décorations
- Officier de l'ordre des Arts et des Lettres Jorge Chaminé est nommé officier le 31 août 2018, par la ministre de la Culture Françoise Nyssen[17].